# Egyesülés negyed (Marosvásárhely)

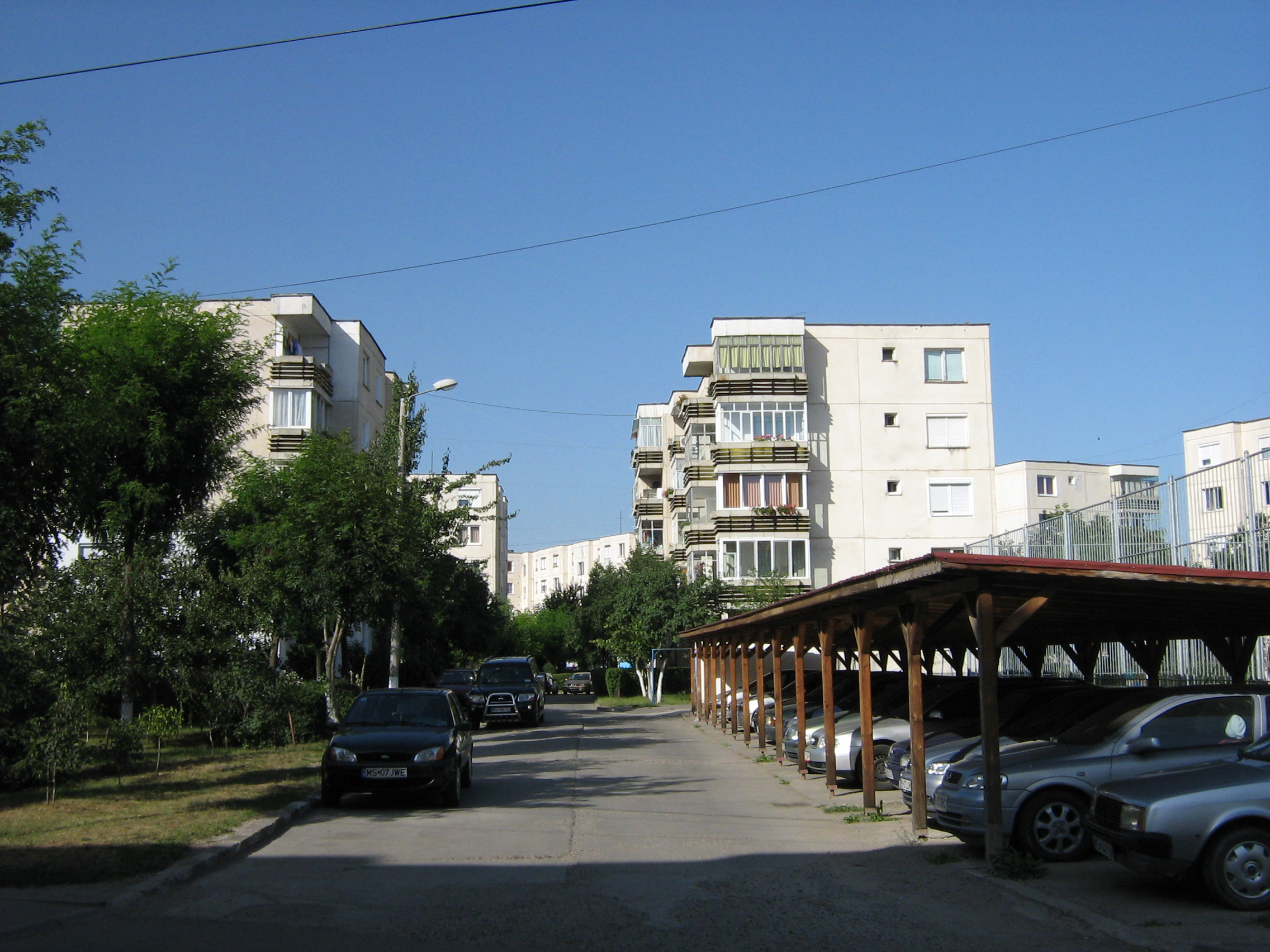
Tömbházak (Decebal utca)

Az Egyesülés negyed (románul Cartierul Unirii) Marosvásárhely Maroson túli városrésze, a Maros jobb partján fekszik. Ezen a területen található még Remeteszeg, illetve itt volt Székelyfalva és Benefala (ezek a falvak teljesen beolvadtak a negyedbe) és Hídvég negyed is . A jelenlegi tömbháznegyedet 1987-ben hozták létre. Az Egyesülés negyed keleten Marosszentannával, nyugaton Marosszentkirállyal érintkezik.

## Fontosabb épületek

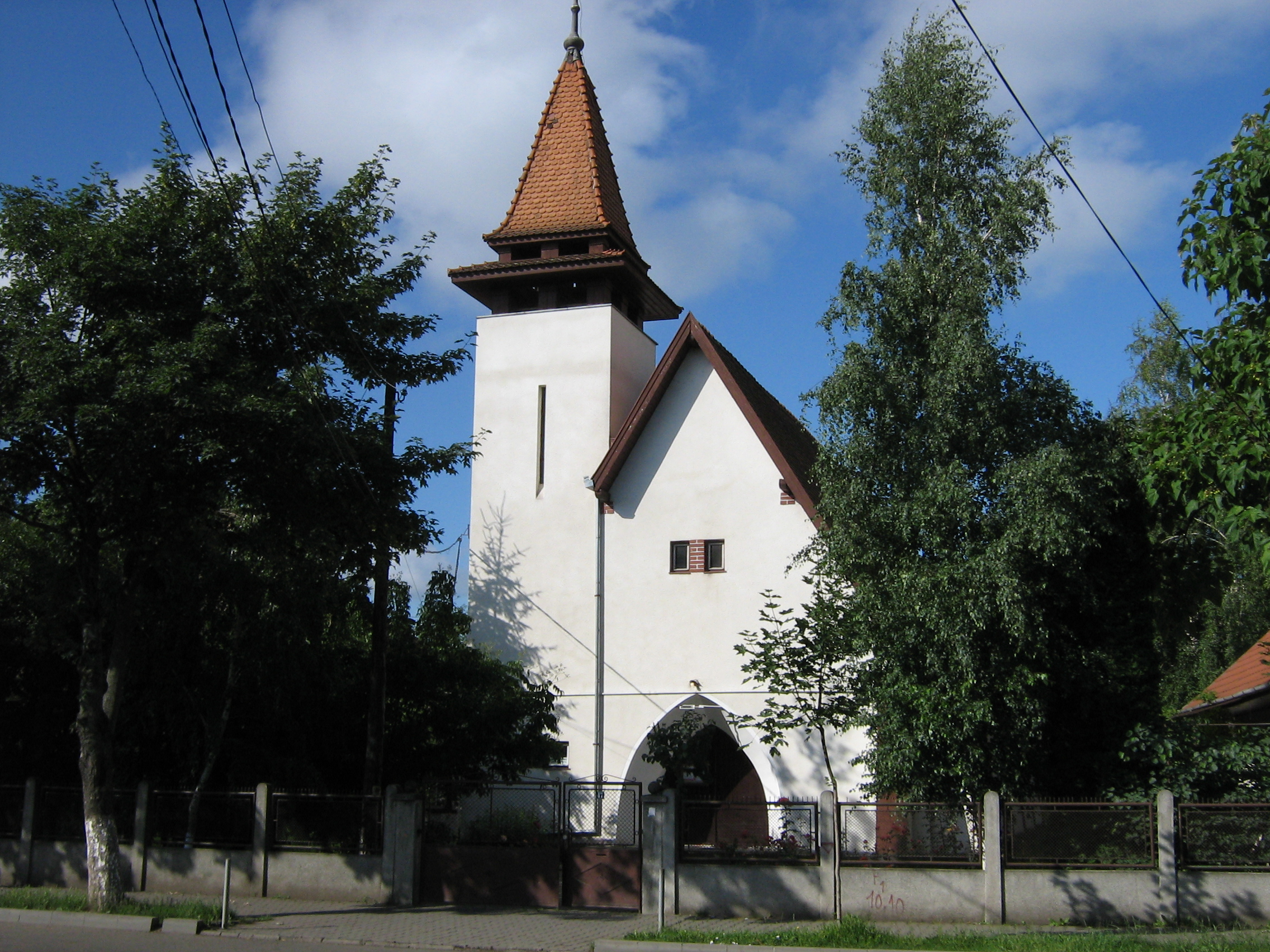
Református templom

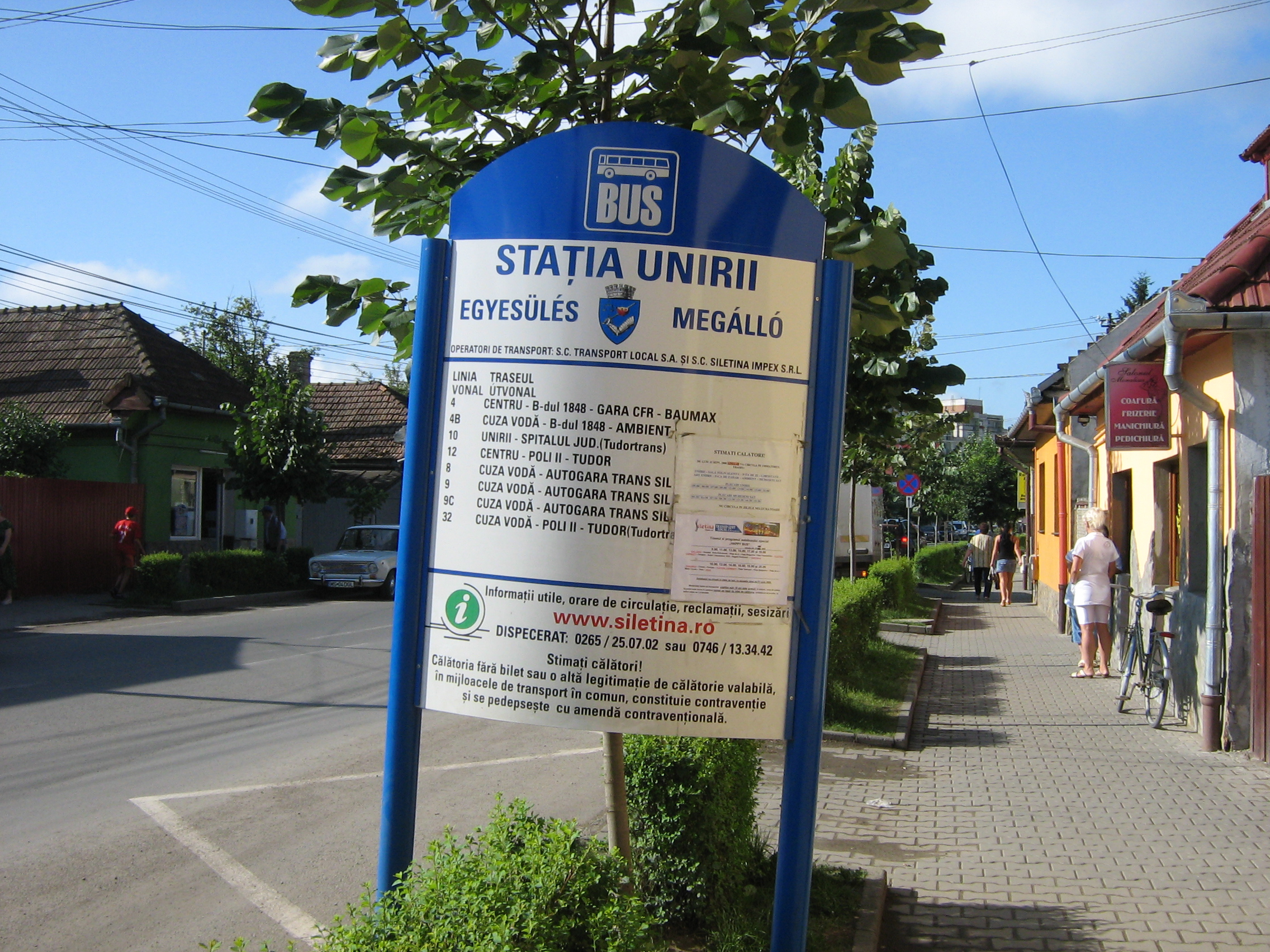
Buszmegálló

### Templomok
- Református templom: 1936-1937 között épült Kelemen Zsombor tervei szerint, tornya 19 méter magas.
- Görögkatolikus templom: a Csíki utcában található
- Ortodox templom
- Római katolikus templom: a Földműves utcában épül, jelenleg egy lakóházból átalakított templomot használnak
- Adventista imaház: Remeteszeg bejáratánál található

### Ipari létesítmények
- Kábelgyár
- Víztisztító telep
- Fényérzékeny anyagokat gyártó vállalat (FOTO)
- Ortoprofil

### Oktatási intézmények
- Alexandru Ioan Cuza Általános Iskola (korábban 8-as iskola)